# Масум, Фуад
Муха́ммед Фуа́д Масу́м Хавра́ми (араб. محمد فؤاد معصوم هورامي‎; род. 1 января 1938 года, Кёй, Эрбиль, Королевство Ирак) — иракский и курдский политический деятель, первый премьер-министр Иракского Курдистана с 4 июля 1992 по 26 апреля 1994 года, седьмой президент Ирака с 24 июля 2014 года по 2 октября 2018 года.

## Биография

### Молодые годы
Фуад Масум родился в 1938 году в городе Кёй, к востоку от Эрбиля в Королевстве Ирак, хотя его семья исторически происходила из деревни Хабанин региона Хавраман вблизи границы с Ираном. Его отец — шейх Мухаммед Мулла Фуад Масум, был главой ученых Курдистана.
Учился в религиозных школах. В детстве дружил с Джалялем Талабани. С 16 лет участвовал в курдских демонстрациях. Изучал шариатское право в Багдадском университете. В 1958 году, в возрасте 18 лет уехал в Каир, в Египет. После окончания университета аль-Азхар получил степень магистра в области исламских исследований и доктора философии, в 1975 году.

### Карьера
В 1962 году Масум вступил в Иракскую коммунистическую партию, но после путешествия в Сирию, где встретился с генеральным секретарём Коммунистической партии Сирии Халедом Багдашем, и на фоне его позиций по курдскому вопросу Масум вышел из партии. В 1964 году он присоединился к Демократической партии Курдистана.
В 1968 году стал преподавателем на факультете права, педагогическом факультете и профессором университета Басры на юге Ирака, а также был представителем Демократической партии Курдистана в Басре.
В 1973 году он стал представителем лидера ДПК Мустафы Барзани в Каире. Оставался на этой должности до 1975 года, после чего, в 1976 году в столице Сирии — Дамаске, вместе с Джалялем Талабани основал Патриотический союз Курдистана, став членом его Политбюро. В 1978 году Масум бежал в Сирию.
В 1992 году Масум стал первым премьер-министром Иракского Курдистана.
В 2002 году Масум возвратился в Ирак. После вторжения сил коалиции в Ирак в 2003 году и падения режима Саддама Хусейна, Масум стал членом курдской переговорной группы в Багдаде, в 2004 году — председателем, а в 2005 году — членом Совета представителей Ирака — нового парламента, где два срока подряд — до 2010 года — возглавлял Коалицию блоков Курдистана.

### Пост президента Ирака
24 июля 2014 года, в условиях военного наступления исламистов и после многочисленных задержек, Фуад Масум был избран президентом Ирака. По словам спикера Совета представителей Салима аль-Джабури, свои кандидатуры на пост президента выдвинули 93 человека. Однако, после соглашения курдских партий, Масум, как единственный кандидат, был избран подавляющим большинством, так как за его кандидатуру проголосовали 211 из 228 депутатов. Масум известен как умеренный политик, поддерживающий хорошие отношения с суннитами и шиитами.
Однако, сразу же назрел конфликт с премьер-министром Нури аль-Малики. В конце июня Малики отверг предложение сформировать чрезвычайную администрацию с участием всех религиозных и этнических групп, потому что, по его мнению это противоречило бы результатам парламентских выборов. После этого, парламент не проголосовал за его назначение премьером, а Масум не стал вмешиваться в ситуацию. 10 августа парламент перенёс заседание, посвященное выборам премьер-министра, на 19 августа, из-за отсутствия консенсуса между депутатами. В тот же день, в специальном телеобращении Малики заявил о намерении привлечь президента Масума к суду за нарушение положений конституции Ирака, так как, крайний срок для того, чтобы президент попросил крупнейший политический блок «Государство закона» выдвинуть кандидатуру премьер-министра, уже истек, и «подобное отношение представляет собой попытку переворота против конституции и политического процесса в стране». Позже, подконтрольные Малики силы безопасности, заняли стратегические позиции вокруг Багдада, в частности, окружив зелёную зону — правительственный квартал. Представитель госдепартамента США Мари Харф заявила, что «США полностью поддерживают президента Фуада Маасума в его роли гаранта иракской конституции», а администрация «внимательно следит за ситуацией в Ираке и находится в контакте с иракскими лидерами». Сам госсекретарь США Джон Керри заявил, что формирование правительства в Ираке имеет решающее значение для восстановления стабильности в стране и призвал Малики не создавать препятствий этому процессу. Через несколько часов, Федеральный Верховный суд Ирака вынес решение в пользу Малики, постановив, что он может остаться на посту премьер-министра на третий срок и сформировать новое правительство. За это высказались и депутаты правящего блока. Между тем, некоторые источники сообщили, что Верховный суд не выносил решения о признании коалиции Малики крупнейшей. Позже, представитель Высшего судебного совета Ирака судья Абдель Саттар аль-Беракдар сообщил, что «Верховный суд ответил на прошение, направленное президентом страны, в отношении вопроса о крупнейшей фракции. Мы не заявляли о признании "Государства закона" крупнейшей фракцией. Это видно из постановления, опубликованного на сайте Высшего судебного совета». После этого, президент Масум поручил сформировать новое правительство вице-спикеру парламента Хайдеру Аль-Абади — члену Партии исламского призыва, выдвинутому объединением шиитских партий «Иракский национальный альянс». Это решение было поддержано США, ЕС, Францией и Турцией
15 сентября Фуад Масум в качестве сопредседателя вместе с Джоном Керри участвовал в работе Парижской конференции стран-участников коалиции по борьбе с ИГ, открытой президентом Франции Франсуа Олландом. Масум заявил, что на ИГ лежит вина за массовые убийства, геноцид и этнические чистки, выразив надежду на то, что эта встреча даст «быстрый ответ» этим джихадистам.

## Личная жизнь
Женат на Ронак Мустафа Абдул Вахид. У них пятеро дочерей: Ширин, Зозан, Шилан, Вейян и Джуван, последняя была министром телекоммуникаций в переходном правительстве Ирака. Сын Шуван умер в детстве.